# Fritz Stühlinger
Fritz Stühlinger (1924. – 1963.) je bivši švicarski hokejaš na travi. 
Na hokejaškom turniru na Olimpijskim igrama 1948. u Londonu je igrao za Švicarsku. Švicarska je dijelila 5. – 13. mjesto. 
Na hokejaškom turniru na Olimpijskim igrama 1952. u Londonu je igrao za Švicarsku. Švicarska je ispala u 1. krugu od Austrije te je na završnoj ljestvici dijelila 5. – 12. mjesto.

## Vanjske poveznice
- Profil na Sports Reference.com  Arhivirana inačica izvorne stranice od 31. siječnja 2012. (Wayback Machine)